# Mistrzostwa Europy w Biathlonie 1998
Mistrzostwa Europy w Biathlonie 1998 po raz pierwszy odbyły się w stolicy Białorusi - Mińsku. Rozegrane zostały 4 konkurencje: bieg indywidualny, bieg sprinterski, bieg pościgowy i bieg sztafetowy. Wszystkie konkurencje zostały rozegrane dla mężczyzn i kobiet seniorów oraz juniorów. W sumie odbyło się 16 biegów. Bieg pościgowy po raz pierwszy został włączony do programu mistrzostw. Kobiece sztafety po raz ostatni składały się z trzech zawodniczek.

## Wyniki Kobiet

### Bieg indywidualny - 15 km[1]
- Data:

| Medal | Zawodnik            | Narodowość |
| ----- | ------------------- | ---------- |
|       | Nadieżda Tałanowa   | Rosja      |
|       | Natalja Piermiakowa | Białoruś   |
|       | Irina Djaczkowa     | Rosja      |

### Bieg sztafetowy - 3 x 7,5 km[2]
- Data:

| Medal | Drużyna                                                            |
| ----- | ------------------------------------------------------------------ |
|       | Niemcy · Peggy Wagenführ · Janet Klein · Andrea Henkel             |
|       | Rosja · Irina Malgina · Swietłana Czernousowa · Julija Kondratjewa |
|       | Finlandia · Satu Pöntiö · Anna-Liisa Rasi · Annukka Mallat         |

### Bieg sprinterski - 7,5 km[3]
- Data:

| Medal | Zawodnik            | Narodowość |
| ----- | ------------------- | ---------- |
|       | Nadieżda Tałanowa   | Rosja      |
|       | Natalja Piermiakowa | Białoruś   |
|       | Peggy Wagenführ     | Niemcy     |

### Bieg pościgowy - 10 km[4]
- Data:

| Medal | Zawodnik          | Narodowość |
| ----- | ----------------- | ---------- |
|       | Nadieżda Tałanowa | Rosja      |
|       | Janet Klein       | Niemcy     |
|       | Peggy Wagenführ   | Niemcy     |

## Wyniki Kobiet (juniorki)

### Bieg indywidualny - 12,5 km
- Data:

| Medal | Zawodnik | Narodowość |
| ----- | -------- | ---------- |
|       |          |            |
|       |          |            |
|       |          |            |

### Bieg sztafetowy - 3 x 7,5 km
- Data:

| Medal | Drużyna |
| ----- | ------- |
|       |         |
|       |         |
|       |         |

### Bieg sprinterski - 7,5 km
- Data:

| Medal | Zawodnik | Narodowość |
| ----- | -------- | ---------- |
|       |          |            |
|       |          |            |
|       |          |            |

### Bieg pościgowy - 10 km
- Data:

| Medal | Zawodnik | Narodowość |
| ----- | -------- | ---------- |
|       |          |            |
|       |          |            |
|       |          |            |

## Wyniki Mężczyzn

### Bieg indywidualny - 20 km[5]
- Data:

| Medal | Zawodnik        | Narodowość |
| ----- | --------------- | ---------- |
|       | Siergiej Rożkow | Rosja      |
|       | Stefan Hodde    | Niemcy     |
|       | Ilmārs Bricis   | Łotwa      |

### Bieg sztafetowy - 4 x 7,5 km[6]
- Data:

| Medal | Drużyna                                                                                 |
| ----- | --------------------------------------------------------------------------------------- |
|       | Niemcy · Ulf Karkoschka · Marco Morgenstern · Mark Kirchner · Gunar Bretschneider       |
|       | Norwegia · Kjetil Sæter · Kim Skutbergsveen · Bård Mjølne · Stig-Are Eriksen            |
|       | Białoruś · Ihar Piestieriew · Alaksandr Iwanouski · Iwan Piestieriew · Dzmitryj Szychau |

### Bieg sprinterski - 10 km[7]
- Data:

| Medal | Zawodnik        | Narodowość |
| ----- | --------------- | ---------- |
|       | Jēkabs Nākums   | Łotwa      |
|       | Aleksandr Popow | Białoruś   |
|       | Ilmārs Bricis   | Łotwa      |

### Bieg pościgowy - 12,5 km[8]
- Data:

| Medal | Zawodnik            | Narodowość |
| ----- | ------------------- | ---------- |
|       | Gunar Bretschneider | Niemcy     |
|       | Ilmārs Bricis       | Łotwa      |
|       | Oļegs Maļuhins      | Łotwa      |

## Wyniki Mężczyzn (juniorzy)

### Bieg indywidualny - 15 km
- Data:

| Medal | Zawodnik | Narodowość |
| ----- | -------- | ---------- |
|       |          |            |
|       |          |            |
|       |          |            |

### Bieg sztafetowy - 4 x 7,5 km
- Data:

| Medal | Drużyna |
| ----- | ------- |
|       |         |
|       |         |
|       |         |

### Bieg sprinterski - 10 km
- Data:

| Medal | Zawodnik | Narodowość |
| ----- | -------- | ---------- |
|       |          |            |
|       |          |            |
|       |          |            |

### Bieg pościgowy - 12,5 km
- Data:

| Medal | Zawodnik | Narodowość |
| ----- | -------- | ---------- |
|       |          |            |
|       |          |            |
|       |          |            |

## Tabela Medalowa
| Miejsce | Państwo |  |  |  | Razem |
| ------- | ------- |  |  |  | ----- |
| 1.      |         |  |  |  |       |
| 2.      |         |  |  |  |       |
| 3.      |         |  |  |  |       |
| 4.      |         |  |  |  |       |
| 5.      |         |  |  |  |       |
| 6.      |         |  |  |  |       |
| 7.      |         |  |  |  |       |
| 8.      |         |  |  |  |       |
| 9.      |         |  |  |  |       |
| 10.     |         |  |  |  |       |